# 34647 Ankushdhawan
34647 Ankushdhawan è un asteroide della fascia principale. Scoperto nel 2000, presenta un'orbita caratterizzata da un semiasse maggiore pari a 2,3533711 au e da un'eccentricità di 0,1586088, inclinata di 9,38899° rispetto all'eclittica.